# Доунингия горная
Доуни́нгия го́рная (лат. Downingia montana) — вид цветковых растений рода Доунингия (Downingia) семейства Колокольчиковые (Campanulaceae).

## Ботаническое описание
Однолетнее травянистое растение с прямостоячим стеблем, который может ветвиться или нет, с несколькими редко расположенными, мелкими, заострёнными листьями. 
На верхушке стебля, как правило, находится один трубчатый цветок. Верхняя губа венчика состоит из 2-х узких заострённых долей обычно светло-лилового цвета. Нижняя губа того же цвета, центральная её область белого цвета, также есть две выпуклые области жёлтого или тёмно-пурпурного цвета. Она состоит из 3-х долей, каждая из них — с зубцом. 
Плод — коробочка 1—4 см длиной.

## Распространение и местообитание
Растение родом из Калифорнии, где растёт на лугах и в высокогорных сосновых лесах. Ареал может простираться до Орегона.

## Синонимика
- Bolelia montana (Greene) Greene
- Downingia bicornuta var. montana (Greene) Jeps.[1]